# 크시슈토프 비우코미르스키
크시슈토프 피오트르 비우코미르스키(네덜란드어: Krzysztof Piotr Wiłkomirski, 1980년 9월 18일~)는 폴란드의 유도 선수이다. 2004년 하계 올림픽과 2008년 하계 올림픽에 참가했으며 세계 선수권 대회에서 동메달 1개, 유럽 선수권 대회에서 동메달 2개를 획득했다.